# Wola Zagojska Dolna
Wola Zagojska Dolna est une localité polonaise de la gmina et du powiat de Pińczów en voïvodie de Sainte-Croix.